# Batang Bulu Tanggal
Batang Bulu Tanggal is een bestuurslaag in het regentschap Padang Lawas van de provincie Noord-Sumatra, Indonesië. Batang Bulu Tanggal telt 702 inwoners (volkstelling 2010).